# Animalize
Animalize is een album van de hardrock-band KISS.
Het album werd uitgebracht op 13 september 1984, en werd geproduceerd door zanger/gitarist Paul Stanley.
Het album is een protest tegen de elektronisch voortgebrachte muziek uit die periode. Als reactie daarop werd Animalize daarom "dierlijker".
Het bekendste nummer van dit album was Heaven's on Fire.

## Tracklist
1. I've Had Enough (Into the Fire) (Stanley, Desmond Child)
2. Heaven's on Fire (Stanley, Child)
3. Burn Bitch Burn (Gene Simmons)
4. Get All You Can Take (Stanley, Mitch Weissman)
5. Lonely Is the Hunter (Simmons)
6. Under The Gun (Stanley, Eric Carr, Child)
7. Thrills in the Night (Stanley, Jean Beauvoir)
8. While the City Sleeps (Simmons, Weissman)
9. Murder in High Heels (Simmons, Weissman)